# Roanoke (Virginia)
Roanoke [ˈroʊ.ənoʊk] (Spitzname: The Star City of the South, die Sternenstadt des Südens) ist eine kreisfreie Stadt im US-Bundesstaat Virginia. Das U.S. Census Bureau hat bei der Volkszählung 2020 eine Einwohnerzahl von 100.011 ermittelt.
Der Name Roanoke stammt von den Roanoke-Indianern, die im 17. Jahrhundert an der Nordostküste North Carolinas gelebt haben.

## Geschichte

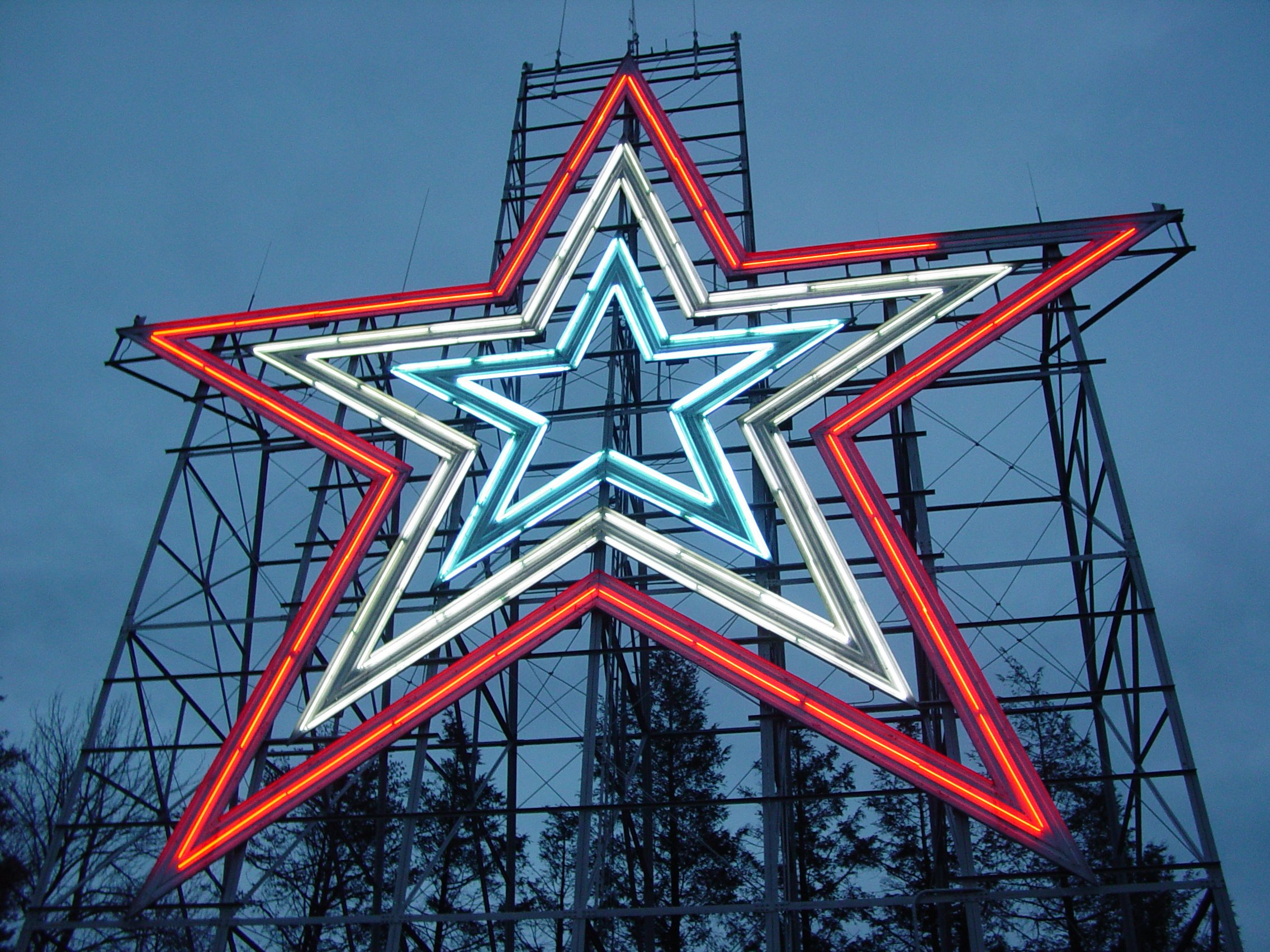
Der Roanoke Star: Grundlage des Spitznamens Star City of the South (2005)

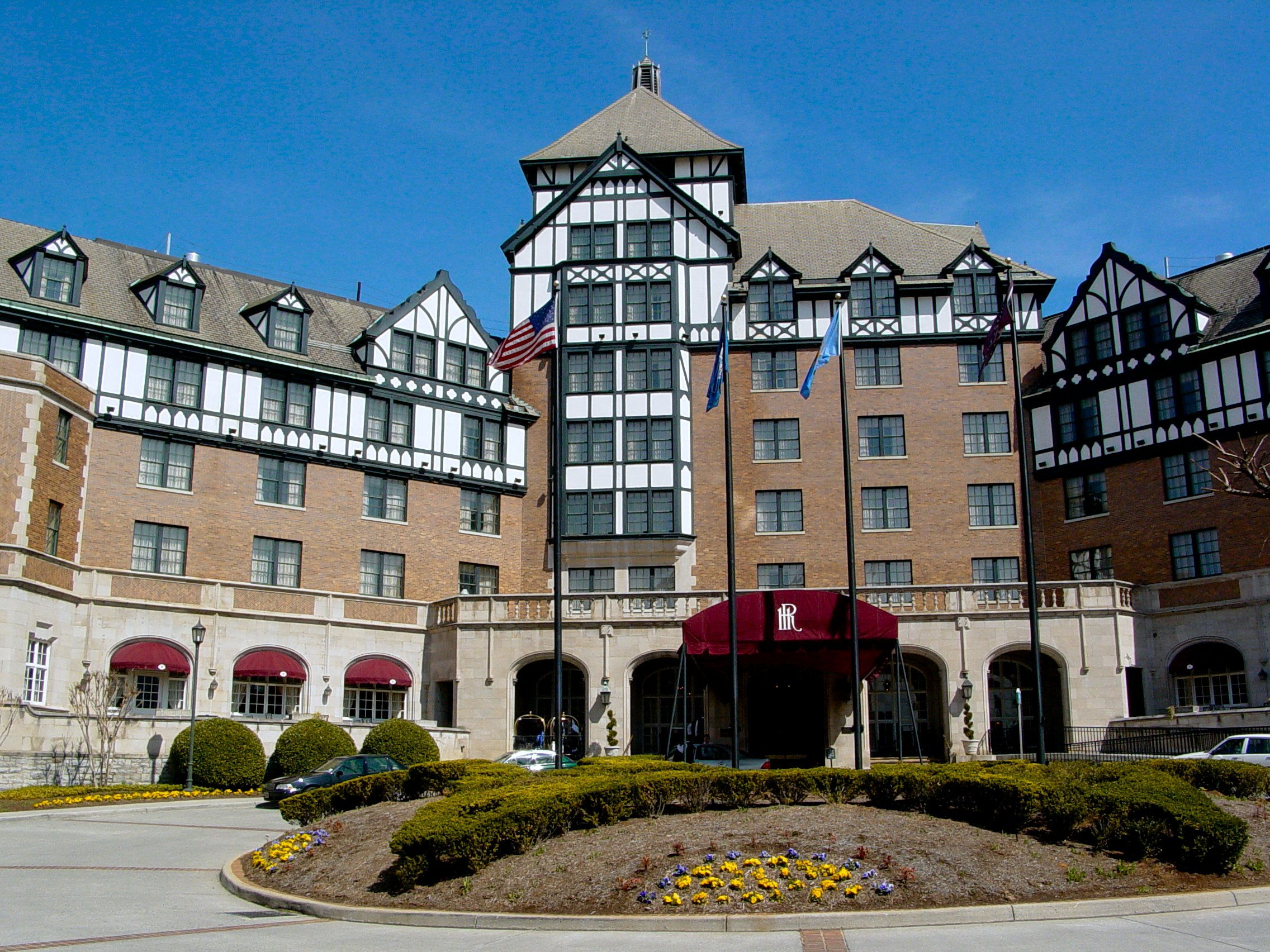
Hotel Roanoke, im Eigentum der Virginia Tech (2003)

Die ersten europäischen Entdecker erforschten das Roanoke Valley bereits im 17. Jahrhundert. Ein Expeditionsbericht von 1671 berichtet von „blauen Bergen und einem engen flachen Tal neben dem Roanoke River“. Für die nächsten 70 Jahre blieb die Region von Siedlern jedoch verschont.
Als sich das Land östlich der Blue Ridge Mountains entwickelte, machten sich die Ersten auf den Weg ins westliche Virginia. Diesen frühen Siedlern schlossen sich Gleichgesinnte aus Pennsylvania an, die im fruchtbaren Tal von Shenandoah nach neuen Lebensmöglichkeiten suchten. Die Neuankömmlinge begannen 1740 mit dem Ackerbau im Roanoke Valley.
Als Händler und neue Bauern sich in der Region niederließen, sprossen immer neue Gemeinschaften aus dem Boden. Botetourt County wurde im Jahr 1769, mit dem Ort Fincastle als Verwaltungssitz, gegründet. Für eine kurze Zeit erstreckte sich der Kreis bis an das Ufer des Mississippi River. Roanoke County wurde 1838 von Botetourt abgespalten. 1851 folgten Craig County und Giles and Monroe County, die aus Botetourt County und Roanoke County herausgelöst wurden.
Die ersten Siedlungen gründeten sich in dem Gebiet, das heute die City of Roanoke umfasst, am Anfang des 19. Jahrhunderts: Antwerp im Jahre 1801, Gainsborough 1825 und Old Lick im Jahre 1834. Gainsborough war die bevölkerungsstärkste Siedlung, bis die Ortschaft Town of Big Lick im Jahre 1874 ausgerufen wurde. Dies kleine Dorf mit nicht einmal 500 Einwohnern wurde 1882 zur Town of Roanoke und zwei Jahre später zur City of Roanoke. Die neue Stadt lag an der alten Atlantic, Mississippi, and Ohio Railroad, die später zur Norfolk and Western Railway (N&W) wurde.
Mit der Fertigstellung der Verbindung zwischen der Shenandoah Valley Railroad von Hagerstown und der neuen N&W bei Roanoke wurde der Startschuss für ein schnelles Wachstum der Stadt gegeben. Zu dieser Zeit wurde auch der Nachbarort Vinton gegründet.
Der Ort Salem, gegründet im Jahr 1806, wurde Verwaltungssitz des Kreises, da er zu Beginn der Gründerzeit der größte unselbständige Ort am Platze war und sich an der Bahnstrecke befand. Salem blieb lange Zeit das Hauptzentrum in der Gegend. Im Jahre 1968 erlangte auch Salem seinen Status als kreisfreie Stadt.
Die geographische Lage westlich der Blue Ridge Mountains und in der Mitte des Tales zwischen Maryland und Tennessee war der Schlüssel zum schnellen Wachstum der Stadt. Der Status als Umschlagplatz für Transporte aller Art war auch der Hauptzentrale der Norfolk Southern Corporation zu verdanken. Heutzutage werden Passagiere und Fracht über den regionalen Flugplatz und das gut angebundene Highwaynetz abgewickelt.
Das Roanoke Valley ist das Zentrum für Industrie, Handel, Gesundheit, Bildung, Tourismus, Kongresse und Unterhaltung im westlichen Virginia.
Im ehemaligen Personenbahnhof befindet sich seit 2004 das O. Winston Link Museum über den Eisenbahnfotografen O. Winston Link. Das Virginia Museum of Transportation, dessen Sammlung unter anderem rund 50 historische Schienenfahrzeuge umfasst, ist im ehemaligen Güterbahnhof der Norfolk and Western Railway untergebracht.

## Geographie und Klima
Nach Angaben des United States Census Bureau hat die Stadt eine Grundfläche von 111,1 km² (42,9 mi²). 111,1 km² (42,9 mi²) davon sind Landfläche und 0,1 km² (0,04 mi²) Wasser. Das entspricht 0,07 % Flächenanteil an der Gesamtfläche.
|                       | Jan  | Feb  | Mär  | Apr  | Mai   | Jun  | Jul  | Aug   | Sep  | Okt  | Nov  | Dez  |   |         |
| Mittl. Tagesmax. (°C) | 6,6  | 8,5  | 14,3 | 19,6 | 24,3  | 28,3 | 30,2 | 29,6  | 25,8 | 20,1 | 14,4 | 8,7  | ⌀ | 19,2    |
| Mittl. Tagesmin. (°C) | −3,9 | −2,7 | 2,1  | 6,6  | 11,4  | 15,7 | 18,2 | 17,7  | 13,8 | 7,1  | 2,8  | −1,7 | ⌀ | 7,3     |
|                       |      |      |      |      |       |      |      |       |      |      |      |      |   |         |
| Niederschlag (mm)     | 66,5 | 77,2 | 88,4 | 82,6 | 101,1 | 81,0 | 99,3 | 105,4 | 88,9 | 97,8 | 81,0 | 75,4 | Σ | 1.044,6 |
|                       |      |      |      |      |       |      |      |       |      |      |      |      |   |         |
| Regentage (d)         | 7,8  | 7,8  | 8,4  | 8,0  | 9,4   | 7,6  | 10,0 | 8,6   | 7,2  | 6,4  | 7,2  | 7,5  | Σ | 95,9    |

| −3,9 |

| −2,7 |

| 2,1 |

| 6,6 |

| 11,4 |

| 15,7 |

| 18,2 |

| 17,7 |

| 13,8 |

| 7,1 |

| 2,8 |

| −1,7 |

| −3,9 |

| −2,7 |

| 2,1 |

| 6,6 |

| 11,4 |

| 15,7 |

| 18,2 |

| 17,7 |

| 13,8 |

| 7,1 |

| 2,8 |

| −1,7 |

## Demographie

Herkunft der Bevölkerung von Roanoke, VA

Nach der Volkszählung von 2000 hat die Stadt 94.911 Einwohner, die sich auf 42.003 Haushalte bzw. 24.235 Familien verteilen. Die Bevölkerungsdichte beträgt 855 Einwohner je km² (2.213,2/mi²). Es gibt 45.257 Wohneinheiten, was einem Durchschnitt von 408 je km² (1.055,3/mi²) entspricht.
Die Einwohner sind bezüglich ihrer Herkunft zu 69,38 % Europäer, 26,74 % Afrikaner, 1,48 % Lateinamerikaner, 1,15 % Asiaten, 0,20 % Indianer, 0,02 % Ozeanier, 0,72 % andere, und 1,78 % weisen zwei oder mehrere Herkunftshintergründe auf.

Altersverteilung

Von den 42.003 Haushalten haben 25,5 % Kinder unter 18 Jahren, 37,1 % sind verheiratete Paare, 16,5 % sind alleinstehende bzw. alleinerziehende Frauen ohne männlichen Partner, und 42,3 % sind keine Familien. 35,9 % sind Single-Haushalte und 12,8 % sind alleinstehende Personen über 65. Die durchschnittliche Haushaltsgröße beträgt 2,2 und die durchschnittliche Familiengröße 2,86 Personen.
Die Bevölkerungsverteilung nach Alter sieht wie folgt aus: 22,6 % sind unter 18, 8,2 % zwischen 18 und 24, 30,5 % zwischen 25 und 44, 22,3 % zwischen 45 und 64, und 16,4 % sind älter als 65. Der Median liegt bei 38 Jahren. Auf 100 Frauen/Mädchen kommen 88,3 Männer/Jungen. Auf 100 Frauen über 18 kommen 84,3 Männer.
Das Durchschnittseinkommen pro Haushalt liegt bei 30.719 USD, und das durchschnittliche Familieneinkommen bei 37.826 USD. Männer haben ein durchschnittliches Einkommen von 28.465 USD im Gegensatz zu 21.591 USD bei den Frauen. Das Pro-Kopf-Einkommen beträgt 18.468 USD. 15,9 % der Bevölkerung und 12,9 % der Familien leben unter der Armutsgrenze.
Einwohnerentwicklung
| Jahr      | 1980    | 1990    | 2000   | 2010   | 2020    |
| Einwohner | 100.220 | 100.220 | 94.911 | 97.032 | 100.011 |

1980–2010: Volkszählungsergebnisse

## Städtepartnerschaften
Roanoke pflegt partnerschaftliche Beziehungen zu
| - Florianópolis, Brasilien - Kisumu, Kenia - Lijiang, Volksrepublik China - Opole, Polen | - Pskow, Russland - Saint-Lô, Frankreich - Wonju, Süd-Korea |

## Söhne und Töchter der Stadt
- Tony Atlas (* 1954), Wrestler

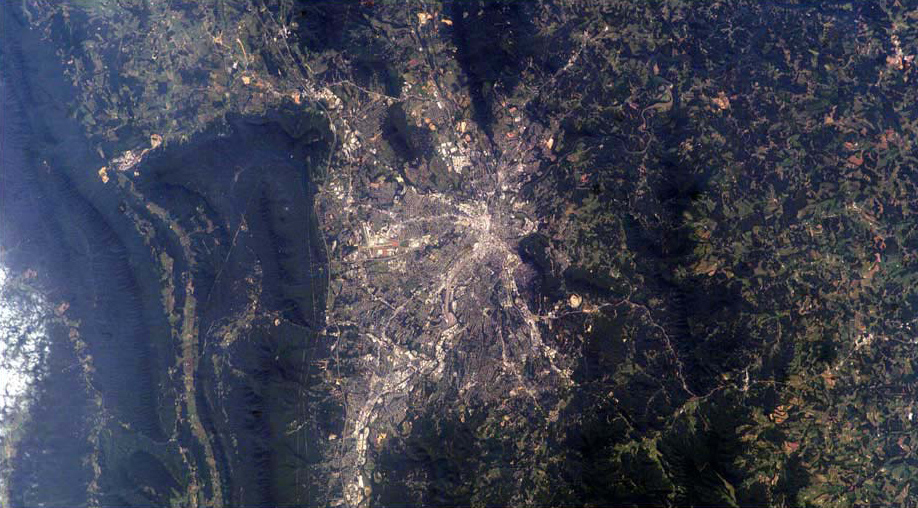
Satellitenbild von Roanoke

- Ronde Barber (* 1975), American-Football-Spieler
- Tiki Barber (* 1975), American-Football-Spieler
- Lynn Bari (1913–1989), Schauspielerin
- Curtis Blair (* 1970), Basketballschiedsrichter
- Beth Brown (1969–2008), Astrophysikerin
- Stephen Gould (1962–2023), Opernsänger
- K. J. Hippensteel (* 1980), Tennisspieler
- Richard Lawrence Hoffman (1927–2012), Zoologe und Hochschullehrer
- Tim Horner (* 1956), Jazzmusiker
- James Hylton (1934–2018), Automobilrennfahrer
- Slick Jones (1907–1969), Jazzmusiker
- Jen Lilley (* 1984), Schauspielerin und Sängerin
- George G. Loving (1923–2016), Generalleutnant der United States Air Force
- John C. Mather (* 1946), Astrophysiker
- William B. McDaniel (1930–2016), Brigadegeneral der United States Air Force
- Wayne Newton (* 1942), Entertainer
- John Payne (1912–1989), Schauspieler
- Charles Pillow (* ≈1960), Jazzmusiker
- Don Pullen (1941–1995), Jazzmusiker
- Vaughn Taylor (* 1976), Golfspieler
- Barbara Price Wallach (* 1946), Altphilologin
- Vincent Stanislaus Waters (1904–1974), Bischof von Raleigh

## Nachweise
1. ↑  www.roanokeva.gov. (abgerufen am 17. Januar 2025).
2. ↑  US Census Bureau: Search Results Total Population in Roanoke city, Virginia. Abgerufen am 8. Mai 2024 (amerikanisches Englisch).
3. ↑  smayhew: Home. In: Roanoke Valley Sister Cities. Abgerufen am 30. Mai 2022 (amerikanisches Englisch).